# Pee Wee
Irvin Salinas Martínez (Othello, 8 de Dezembro de 1988), conhecido como Pee Wee, é um cantor e ator norte-americano.
Camaleões estreou no dia 27 de Julho às 6 horas pelo Canal de Las Estrellas (XEW-TV). Ademais de sua estreia como ator em Agosto Pee Wee lançou seu material discográfico, com a produção da EMI Televisa México. Nesse álbum encontram-se suas composições e produções.

## Com Kumbia Kings e Kumbia All Starz
Caçula de três irmãos, viveu toda sua infância em Othello (Washington), logo aos 13 anos de idade mudou para Mission (Texas), onde começou a lavar carros para ajudar na despesa da família. Nesse tempo conheceu a A.B. Quintanilla III que o convidou para o teste do novo videoclipe da sua banda. Aceito o convite, dias depois Irvin apareceu e com todo o seu talento impressionou a todos, que não duvidaram em o escolher para o novo membro do projeto.
Sua trajetoria artística começou quando gravou seu primeiro vídeo com os Kumbia Kings titulado "Sabes A Chocolate", sendo um sucesso, mostrando a boa resposta do público, assim A.B. Quintanilla decidiu sua permanência no grupo.
Tal música foi incluída ao disco Fuego como Bônus Track. Além de tal canção, nesse álbum foi colocado o segundo single, chamado "Na Na Na (Dulce Niña)", letra que chamou a atenção de muitos fãs, aumentando assim a popularidade da banda.
Segui assim ao longo do tempo, em 2006, a banda Kumbia Kings se desintegrou devido a quebra de um acordo entre A.B. Quintanilla e Cruz Martínez, co-fundador do grupo. Pee Wee seguiu com Quintanilla, que o colocou em seu seguinte projeto Kumbia All Starz; com qual lançaram o single "Chiquilla", música essa que ganhou muito sucesso, rendendo até uma versão em português, feita com o intuito de ganhar o mercado brasileiro.
Porém ao princípio de 2008 já começavam os rumores de que Pee Wee havia abandonado Kumbia All Starz para começar sua carreira solo, de fato A.B. Quintanilla declarou que ele já tinha planos e que até tinha assinado um contrato com uma gravadora, que não foi citada.

## Relação com Quintanilla
No dia 12 de Março de 2008, Pee Wee se apresentou no programa Don Franscisco Presenta, transmitido pela rede Univision, em que ele declarou que tudo dito pelo ex-produtor era falso: Tudo o que ele disse é falso, eu nunca assinei com nenhuma gravadora, mas sim recebi muitas ofertas ultimamente e não aceitei nenhuma ainda. Também fez em exclusivo cruéis declarações acerca da sua saída da banda, e dos maus tratos que ele e seus companheiros recebiam por parte de A.B. Quintanilla III.
Quando foi questionado se havia decidido deixar a banda, declarou:
"A.B. nos deu uma data para nos pagar o dinheiro das gravações que havíamos feito, porém a data já havia passado e não nos deu nada de pagamento. Nos juntamos na qual conversamos sobre tudo, porém ao parecer ele tomou isso mal e nos disse que todos nós éramos substituíveis e que podíamos abandonar se quiséssemos que a porta estava aberta. A mim e aos meus colegas Memo e Roque pediu que fossemos embora, que a porta estava aberta."
As declarações dadas por Pee Wee foram feitas sozinho, sem a presença de seus companheiros da banda e sem ninguém. Também declarou a falta de respeito do senhor com a sua mãe, Maria Martínez, que havia recebido por parte de A.B. uma chamada de seu assistente dizendo que tinha cerca de 24 horas para sair da casa que ele mesmo havia oferecido a Pee Wee e a sua mãe.

## Carreira artística
Depois de todo o ocorrido em 2008, foi convidado por Rubén e Santiago Galindo para participar do reality show El show de los sueños, produção da Televisa, onde competiu com artistas como Gloria Trevi, Edith Márquez e Kalimba. Durante suas apresentações, Pee Wee convidou alguns de seus amigos como Dulce María e Christopher Uckermann, ambos do sucesso RBD.
Foi o vencedor junto a Las Fuentes, meninas que ele ficou encarregado de ajudar. Nesse mesmo ano, ao terminar seu compromisso, anunciou sua viagem ao Brasil junto ao RBD.
Na carreira de cantor já assinou o contrato com a EMI Televisa Music, debutando seus sucessos como "Life Is A Dance Floor", esse que ele apresentou nos Premios Juventud 2008 e "Carita Bonita" (Junto a Erre XI).
Lançou seus sucessos intitulados "Quédate" e "Cumbayá", esse último que também foi apresentado nos Premios Juventud, além de um videoclipe. Tais músicas foram lançadas em Agosto de 2010 no álbum Yo Soy.
Integrou-se ao elenco de Camaleones, telenovela juvenil produzida por Rosy Ocampo, protagonizada por Alfonso Herrera e Belinda, onde terá o papel de Ulises Morán.

## Discografia
- ver Discografia de Pee Wee

### Álbuns de estúdio
- 2009: Yo Soy
- 2010: Déjate Querer
- 2013: Vive2Life
- 2016: El PeeWee

## Filmografia
| Programas | Programas             | Programas                | Programas               | Programas | Programas | Programas | Programas | Programas | Programas | Programas | Programas | Programas | Programas | Programas |
| Ano       | Título                | Nota                     | Especificação           |           |           |           |           |           |           |           |           |           |           |           |
| --------- | --------------------- | ------------------------ | ----------------------- | --------- | --------- | --------- | --------- | --------- | --------- | --------- | --------- | --------- | --------- | --------- |
| 2008      | Bust A Ritmo          | Programa                 | Apresentador            |           |           |           |           |           |           |           |           |           |           |           |
| 2008      | Los Reyes Del Show    | Programa de Talentos     | Participante / Vencedor |           |           |           |           |           |           |           |           |           |           |           |
| 2008      | El Show De Los Sueños | Programa de Talentos     | Participante / Vencedor |           |           |           |           |           |           |           |           |           |           |           |
| Novelas   |                       |                          |                         |           |           |           |           |           |           |           |           |           |           |           |
| Ano       | Título                | Nota                     | Personagem              |           |           |           |           |           |           |           |           |           |           |           |
| 2009      | Camaleones            | Novela - Co-protagonista | Ulises Morán            |           |           |           |           |           |           |           |           |           |           |           |

## Prêmios
| Ano  | Prêmio                    | Categoria                  | Indicação | Resultado |
| ---- | ------------------------- | -------------------------- | --------- | --------- |
| 2010 | Premios TVyNovelas        | Ator Revelação             | Pee Wee   | Indicado  |
| 2010 | Kids Choice Awards México | Ator Favorito de uma Série | Pee Wee   | Indicado  |

## Ligações Externas
- Site Oficial
- MySpace Oficial
- Facebook Oficial 1
- Facebook Oficial 2
- Twitter Oficial
- Fórum Oficial Univision
- Página Oficial Univision